# Dave Abbruzzese
Dave Abbruzzese, född den 17 maj 1968 i Stamford, Connecticut, är en amerikansk musiker. Han var trummis i rockbandet Pearl Jam mellan 1991 och 1994 och medverkade på två av bandets album, Vs. och Vitalogy. Efter att ha lämnat Pearl Jam bildade han bandet Green Romance Orchestra.